# Terremotos de Italia de 2012
Los terremotos de Italia de 2012 fueron una serie de sismos que azotaron a esa nación europea entre los días 20 y 29 de mayo con magnitudes de 6,3 y 6,0 grados, dejando muertos y daños muy graves.

## Historia
El primero de los sismos que azotó a Italia ocurrió a las 4:03 a. m. (02:03 UTC) del 20 de mayo. Se produjo a una profundidad de 5,1 kilómetros y tuvo una magnitud de 6,3 en la escala Richter. Su epicentro se localizó en Finale Emilia, ciudad situada a 36 km de la ciudad de Bolonia, en la región Emilia-Romaña, en el norte de la península. Una hora después, hubo una réplica de 5.1 y horas más tarde, otra de 5.1, siendo las dos réplicas más fuertes. Las víctimas sumaron 7 muertos, incluyendo un trabajador de una fábrica de Ferrara. También numerosas iglesias situadas a poca distancia del epicentro sufrieron serios daños.
El 29 de mayo de 2012, se produjeron tres sismos de magnitud similar a los anteriores: El primero de ellos tuvo lugar a las 9:00 a. m. del 29 de mayo. Fue de 6.0, con epicentro en Medolla, al norte de Bolonia. Horas después, se registraron cuatro réplicas, las más fuertes de 5.4 y 5.1. El jefe de Protección Civil, Franco Gabrielli, indicó en un programa de televisión que el balance preliminar había sido de 16 muertos, 200 heridos y 7 desaparecidos.
Finalmente, el segundo terremoto dejó un saldo de 18 muertos, totalizando 25 muertos provocados por esta serie de temblores en Italia, además de dañar seriamente edificios históricos y atemorizar a la gente. El 5 de junio, una semana después del segundo temblor, se confirma la muerte de una mujer que había sufrido un fuerte golpe en la cabeza, dejándola en el hospital en sus últimos días de vida, sumando así 26 los muertos.